# Árvakr et Alsviðr
Vous lisez un « bon article » labellisé en 2014.
Cette page contient des caractères spéciaux ou non latins. S’ils s’affichent mal (▯, ?, etc.), consultez la page d’aide Unicode.
Árvakr et Alsviðr (ou Alsvinnr) sont, dans la mythologie nordique, les deux chevaux qui tirent le char solaire de la déesse du soleil Sól à travers le ciel chaque jour. Ils portent deux énormes soufflets sur les épaules. Le char qu'ils tractent est poursuivi par le loup Sköll, qui tente de dévorer le soleil. Le dieu Odin a fait graver des runes sur les oreilles d'Árvak et les sabots d'Alsviðr.
Porteurs sacrés de la science des dieux, ces deux chevaux solaires et ouraniens jouent un rôle que l'on retrouve dans d'autres mythologies et d'autres religions, la course rapide du cheval expliquant celle des astres. Ils sont parfois mentionnés dans des productions de culture populaire.

## Étymologie
En vieux norrois, Árvakr signifie « Tôt levé, » ou « qui se lève tôt », et Alsviðr / Alsvninnr « Très rapide, », ou « très véloce »,.

## Mention dans les textes

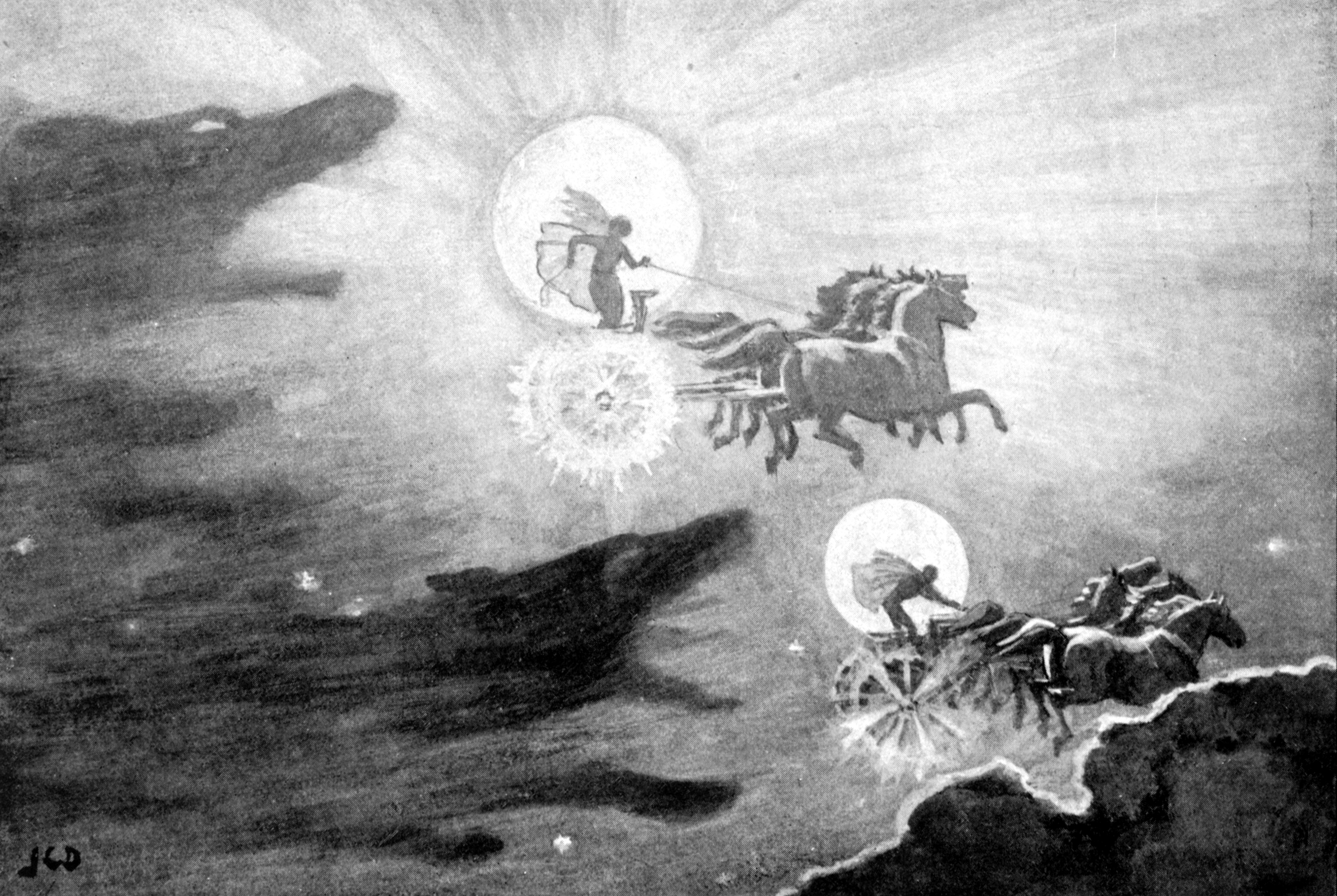
Les loups poursuivent le char de Máni et celui de Sól tiré par Árvakr et Alsviðr. Illustration de H. Hélène Adeline Guerber, 1909.

Ces deux chevaux ne sont nommés que dans le Gylfaginning  et le Grímnismál, leurs noms y sont fréquemment associés aux descriptions du Soleil. La mythologie nordique raconte que les dieux gouvernent le passage des jours, des nuits et des saisons. Ils sont courroucés par la prétention de Mundilfari, un mortel qui a osé appeler sa fille Sól (soleil, féminin) et son fils Máni (lune, masculin). Les dieux façonnent le Soleil à partir d'une étincelle des flammes de Muspellheim, mais sans conducteur, l'astre reste immobile. Sól, fille de Mundilfari et épouse de Glen, est enlevée par les dieux pour devenir déesse du Soleil et conduire ce char. Pour la protéger ainsi que le char de l'immense chaleur dégagée par le Soleil, les Dieux placent deux énormes soufflets, Isarnkoll (« le froid de fer » ou « le refroidissement du fer ») sous les épaules des deux coursiers attelés au char, Árvakr et Alsviðr. Depuis, Sól rôde toute la journée dans le ciel sur son char tiré par ses deux chevaux. Elle ne peut arrêter sa course car elle est poursuivie toute la journée par Sköll, un loup qui veut dévorer le Soleil et provoque des éclipses solaires lorsqu'il parvient presque à le rattraper. Il est prévu qu'au jour du Ragnarök, Sköll parviendra à rattraper et dévorer le soleil,.

### Gylfaginning
Alsvid et Árvak sont mentionnés dans le Gylfaginning « La fascination de Gylfi » (11), première partie de l'Edda en prose par Snorri Sturluson. C'est lui qui introduit l'image du char du soleil :
|  | |  | |
|  | Texte original en vieux norrois, Gylfaginning, 11. |  | Traduction française par François-Xavier Dillmann. |
|  | En goðin reiddust þessu ofdrambi ok tóku þau systkin ok settu upp á himin, létu Sól keyra þá hesta, er drógu kerru sólarinnar, þeirar er goðin höfðu skapat til at lýsa heimana af þeiri síu, er flaug ór Múspellsheimi. Þeir hestar heita svá, Árvakr ok Alsviðr, en undir bógum hestanna settu goðin tvá vindbelgi at kæla þá, en í sumum fræðum er þat kallat ísarnkol. |  | Mais les dieux se courroucèrent de cette prétention, aussi se saisirent-ils du frère et de la sœur : ils les placèrent en haut dans le ciel et firent conduire par Sól les chevaux qui tiraient le char du soleil, lequel avait été créé par les dieux — afin d'éclairer les mondes — à l’aide d’une flammèche projetée hors de Muspell. Sous les épaules de ces chevaux, qui sont appelés Arvak et Alsvid, les dieux placèrent deux soufflets afin de les refroidir ; dans certains poèmes anciens on appelle cela l’ísarnkol (« le froid de fer »). |

### GrímnismáletVolsunga saga
Ces deux chevaux sont également cités dans le poème de l'Edda poétique Grímnismál « Le chant de Grímnir » (37) :
|  |                                                                                            |  | |
|  | Texte original en vieux norrois, Grímnismál chant 37.                                      |  | Traduction française. |
|  | þeir skolo upp heðan svangir sól draga; en und þeira bógóm fálo blíð regin æsir, ísarnkol. |  | Tôt-levé et Très-rapide, d’ici en haut, Pleins d’agrément, traînent toujours Sól ; Et sous leurs épaules les Grandeurs-bénignes, les Ases, Ont caché le froid de fer. |

Dans la Völsunga saga, Brunehilde informe Sigurðr que des runes de l'esprit, associées à la sagesse, sont coupées sur la tête d'Alsviðr.

### Sigrdrifumal
Dans le Sigrdrífumál, qui fait partie de l'Edda poétique, Odin précise où il a gravé des runes sur ces deux chevaux :

« Il les dit gravées sur l'écu 

Qui se tient devant le dieu brillant,

Sur l'oreille d'Árvakr

Et sur le sabot d'Alsvinnr »

— Sigrdrífumál strophe 15, traduction par Régis Boyer

## Symbolique et légendes similaires
Puisque la fonction d'Árvakr et d'Alsviðr est de tracter le char du soleil à travers le ciel chaque jour, ils rejoignent de manière plus large le symbolisme ouranien du cheval dans cette mythologie, également présent chez Sleipnir. Toujours dans la mythologie nordique, le Géant Dagr (« Jour ») parcourt lui aussi le ciel sur son cheval Skínfaxi (« crinière brillante »), qui éclaire le monde. Ce rôle n'est pas exclusif au cheval, puisque le verrat aux soies d'or donné à Freyr par le nain Brokk court dans les airs plus rapidement que n'importe quel cheval, en illuminant le ciel sur son passage. Cette attribution de la traction du char du soleil (et parfois aussi de la lune) par des chevaux vise à expliquer la course rapide de ces astres dans le ciel. Par ailleurs, les runes gravées présentes sur l'oreille et le sabot d'Árvakr et d'Alsviðr leur confèrent le statut de porteurs de la science sacrée des dieux.

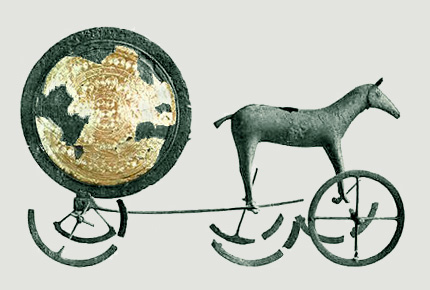
Le char solaire de Trundholm, daté de 1400 av. J.-C.

L'ancienneté du mythe du char solaire tracté par ces chevaux n'est pas certaine parmi la religion nordique, ni même son origine. Pour Régis Boyer, l'ancienneté des chevaux solaires et lunaires ne fait aucun doute, de même que pour François-Xavier Dillmann, qui s'appuie sur l'existence de gravures rupestre datant de l'âge du bronze ainsi que l'artefact nommé « char solaire de Trundholm », retrouvé à Trundholm, en Zélande-du-Nord et daté de 1400 av. J.-C. La première mention écrite d'un char solaire est cependant assez tardive, et pour Marc-André Wagner, la possibilité que ce mythe ait été récupéré des Grecs ou des Romains n'est pas à écarter. Beaucoup d'autres mythologies et religions comptent un char ou chariot du soleil, tracté par des chevaux. Dans la mythologie perse et la mythologie phrygienne, Mithra et Attis mènent de tels chars. Apollon, dans la mythologie grecque, en possède également un. Auparavant, les chevaux du soleil sont menés par Hélios.

## Dans la culture moderne
Le mythe d'Árvakr et d'Alsviðr a vraisemblablement inspiré le poète anglais James Shirley, qui dans le masque The Triumph of Peace (1663) parle d'un jockey muni d'une bride en fer qui rafraîchit son cheval.
Árvakr et Alsviðr sont cités dans le roman d'Esther Freud, The Wild. Arvak est présent, sous la forme d'un cheval squelette de couleur bleue à la crinière enflammée, dans une extension officielle du jeu The Elder Scrolls V: Skyrim. Arvak & Alsvid est aussi le titre d'une chanson du groupe japonais Drakskip. Ils figurent sur une série de timbres thématiques du Sierra Leone, consacrés aux chevaux des mythologies.